# 訃報 1989年10月
訃報 1989年10月（ふほう 1989ねん10がつ）では、1989年（平成元年）10月中に物故した、又は物故が報じられた人物についてまとめる。

## （1日 - 15日）

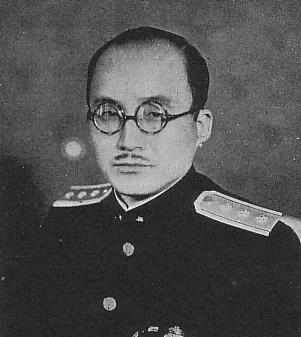
安倍源基／10月6日没

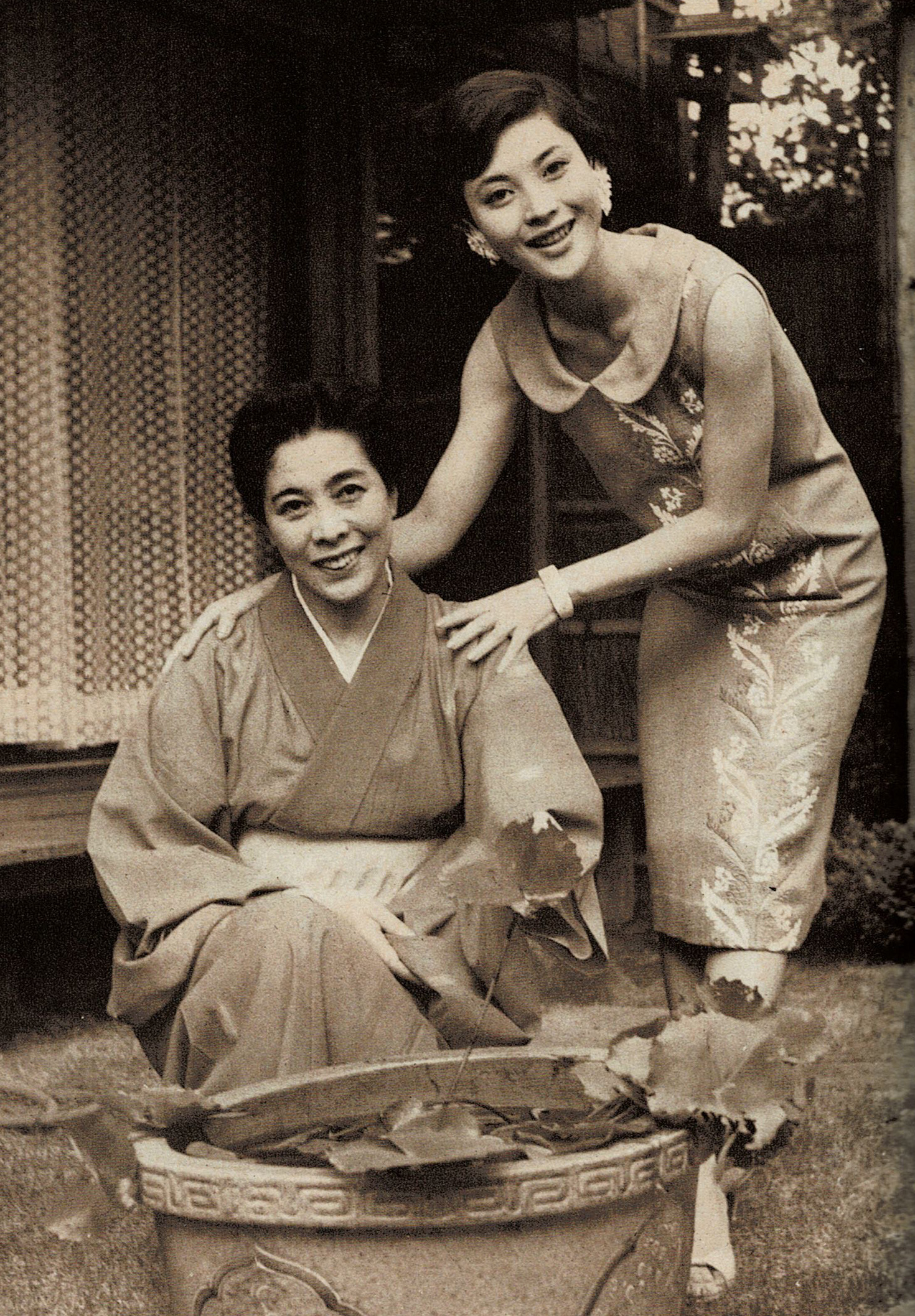
田鶴園子（左）／10月8日没

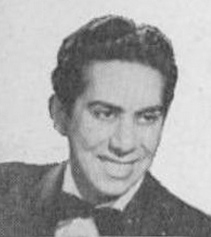
カーメン・キャバレロ／10月12日没

- 10月1日 - 五味道茂、新聞記者・作詞家（* 1912年）
- 10月4日 - グレアム・チャップマン、コメディアン、モンティ・パイソンメンバー（* 1941年）
- 10月5日 - 佐伯勇、近畿日本鉄道名誉会長（元社長・会長）、近鉄バファローズオーナー（* 1903年）
- 10月6日 - 安倍源基、元内務大臣（* 1894年）
- 10月8日 - 田鶴園子、元宝塚歌劇団男役（* 1907年）
- 10月12日 - カーメン・キャバレロ、ピアニスト（* 1913年）
- 10月14日 - 尾上鯉之助、俳優（* 1933年）

## （16日 - 31日）

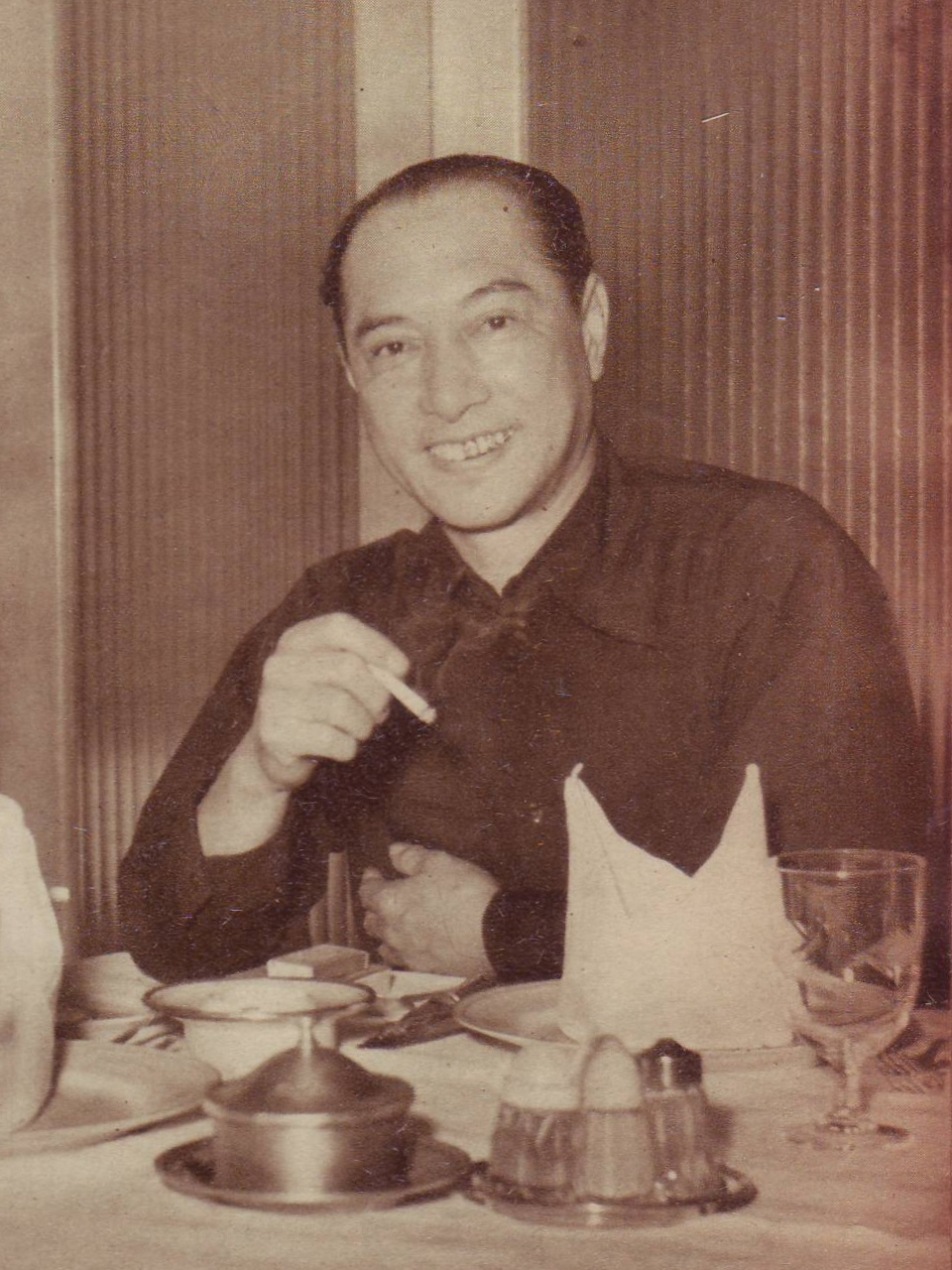
二出川延明／10月16日没

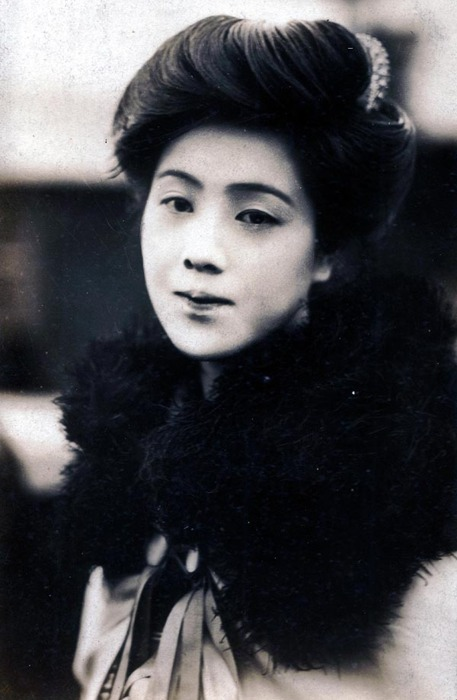
浦辺粂子／10月26日没

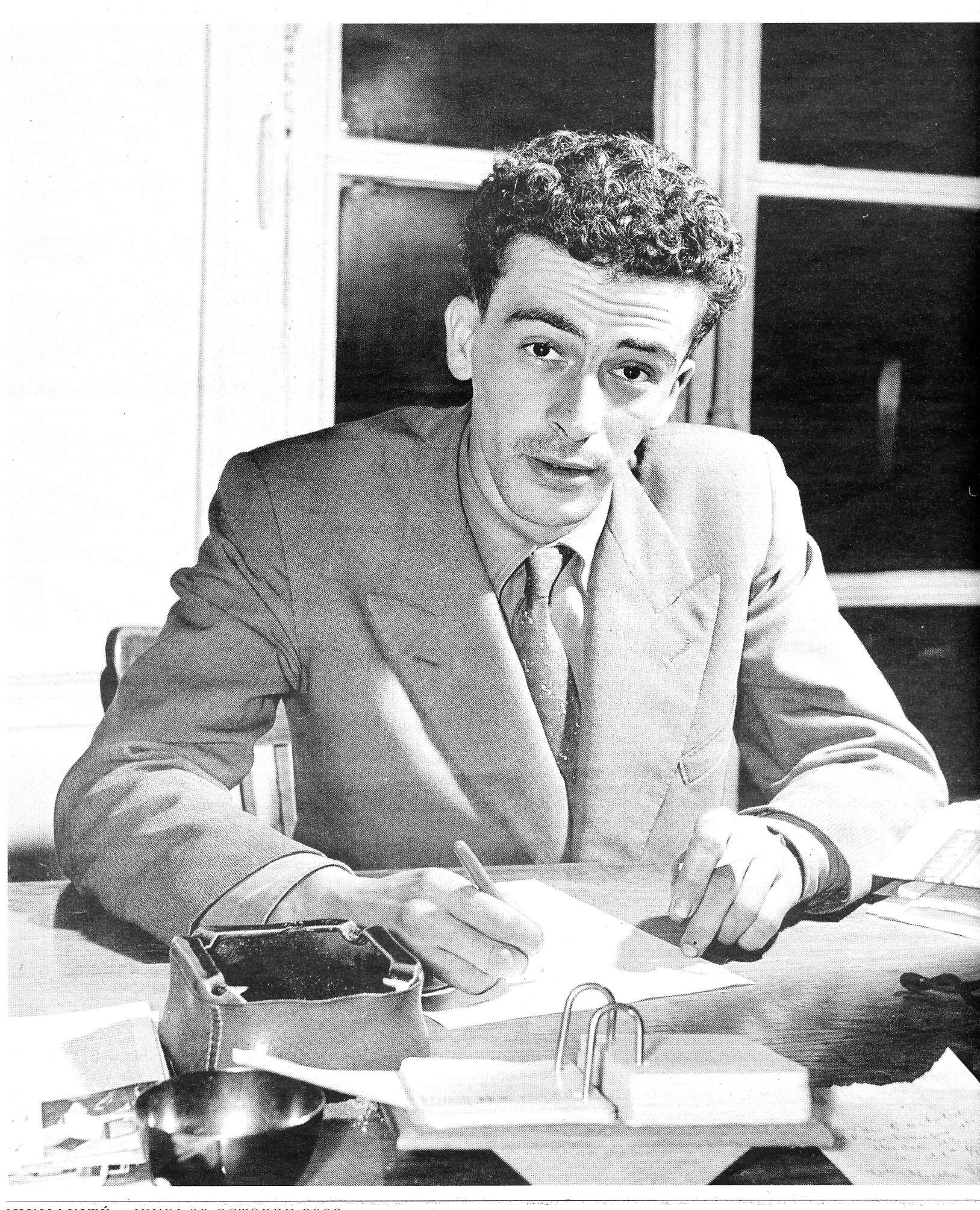
カテブ・ヤシーン／10月28日没

- 10月16日 - 相良守峯、ドイツ文学者（* 1895年）
- 10月16日 - 二出川延明、元プロ野球選手、審判（* 1901年）
- 10月17日 - 成田友三郎、プロ野球選手（* 1917年）
- 10月18日 - 鶴美山侑宏、元力士（* 1924年）
- 10月20日 - 保芦邦人、紀文食品創業者（* 1913年）
- 10月24日 - サヒブ・シハブ、ジャズ・サクソフォン奏者・フルート奏者（* 1925年）
- 10月26日 - 浦辺粂子、女優（* 1902年）
- 10月28日 - カテブ・ヤシーン、作家（* 1929年）